# Цимерман, Кристиан

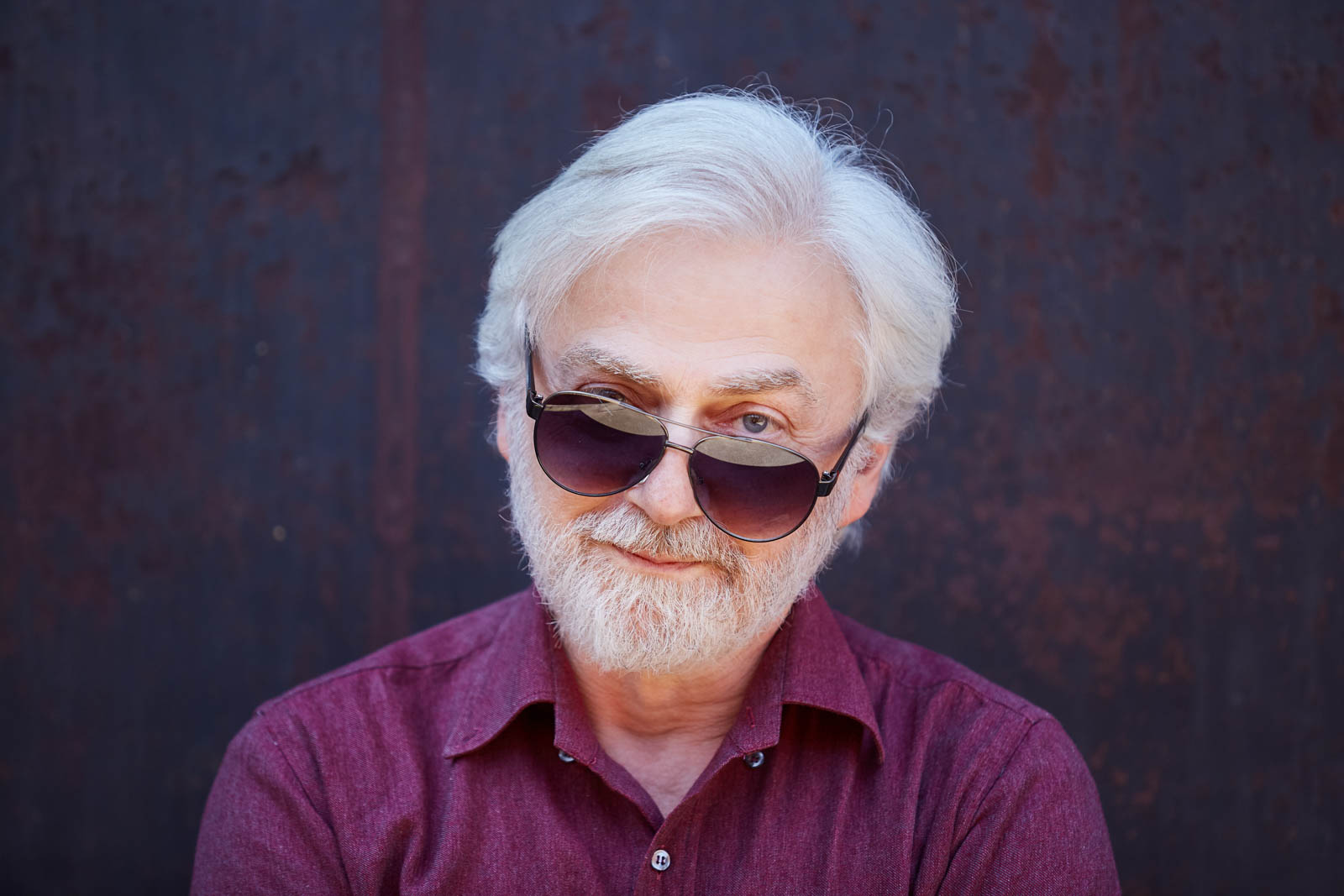
Цимерман в 2018 году

Кристиан Ци́мерма́н (пол. Krystian Zimerman; род. 5 декабря 1956, Забже) — польский пианист и дирижёр.

## Биография
Первые уроки игры на фортепиано получил у своего отца Мариана Цимермана, инженера и пианиста-любителя. Брал уроки фортепиано у Анджея Ясиньского. В 1978 окончил консерваторию в Катовице (класс фп. А. Ясиньского). В 1976 стажировался у Артура Рубинштейна.
Цимерман впервые выступил на публике в возрасте шести лет, а в 1975 году получил мировую известность, став самым молодым победителем Конкурса пианистов имени Шопена. Прекратив на некоторое время в 1980 году свою концертную деятельность, Цимерман поселился в Лондоне, где продолжал усиленно работать над качеством своей игры. Первый концерт пианиста после перерыва имел огромный успех, критики отмечали свежесть и жизненность его исполнения. Гастролировал в различных странах мира. На гастролях в США в 2009 году выступил с резким антиамериканским политическим заявлением. С 1996 года ведёт мастер-класс в Базельской музыкальной академии. В 2015 году учредил премию своего имени (Krystian Zimerman Prize) за лучшее исполнение шопеновской сонаты (№ 2) на Международном конкурсе пианистов имени Шопена в Варшаве.

## Творчество
Цимерман — один из крупнейших пианистов своего поколения. Он считается выдающимся интерпретатором музыки Шопена, но также с успехом исполняет сочинения Бетховена, Листа, Дебюсси, Шимановского, Равеля, Бартока, Веберна и других композиторов. В 1988 году Цимерман стал первым исполнителем посвящённого ему Фортепианного концерта Витольда Лютославского. Дискография пианиста включает в себя записи всех фортепианных концертов Бетховена, Брамса, Шопена, Равеля, фортепианных сочинений Листа, Шопена, а также камерные сочинения для скрипки и фортепиано Респиги и Рихарда Штрауса совместно с корейской скрипачкой Чон Кён Хва (англ. Kyung-Wha Chung). За выдающиеся заслуги в области музыки в 1985 году ему была присуждена Премия Академии Киджи, а в 1994-м — Премия Леони Соннинг.
Цимерман также иногда выступает как дирижёр, в том числе с созданным им в 1999 году Польским фестивальным оркестром.
Всегда гастролирует с собственным роялем Steinway.